# Siker, pénz, nők, csillogás
Siker, pénz, nők, csillogás (węg. Sukces, pieniądze, kobiety, blask) – czwarty album węgierskiego zespołu KFT, wydany w 1986 roku na MC i LP. W 1995 roku nastąpiło wydanie albumu na CD.

## Lista utworów
1. "Siker, pénz és csillogás" (4:42)
2. "Volvo" (3:40)
3. "Andrea" (4:09)
4. "Ugye fáj a fejed?" (4:44)
5. "Elizabet" (4:10)
6. "Ha jön a péntek" (3:04)
7. "Balatoni nyár" (4:40)
8. "Autótemető" (3:50)
9. "Éjjeli lepkék" (3:36)
10. "Ha kövér leszek" (2:35)
11. "Utcai zenekar" (3:02)

## Skład zespołu
- Tibor Bornai – fortepian, wokal
- András Laár – gitara, wokal
- Miklós  Lengyelfi II – gitara basowa, kontrabas, wokal
- András Márton – instrumenty perkusyjne, wokal